# Васке, Александр
Александр Васке (нем. Alexander Waske, род. 31 марта 1975 во Франкфурте-на-Майне, ФРГ) — немецкий теннисист; полуфиналист двух турниров Большого шлема в мужском парном разряде (Открытый чемпионат Австралии-2005, Открытый чемпионат Франции-2006); победитель четырёх турниров ATP в парном разряде.

## Общая информация
Александр — потомственный спортсмен: его дед выигрывал немецкий национальный чемпионат по фигурному катанию, отец — Андреас — банкир, в свободное время играющий в теннис, в том числе и в клубном чемпионате страны. Мать Александра зовут Гудрун, у него также есть брат Себастьян.
Немец впервые попробовал себя в теннисе в два года, но серьёзно занялся этим видом спорта лишь в четырнадцать, затем сразу переключившись на клубные и профессиональный турниры. В 1997—2000 годах Васке учился в США: в Государственном университете Сан-Диего и играл за него в NCAA.
Лучший удар немца подача, любимые покрытия — быстрого типа (трава, зальный хард и ковёр).

## Спортивная карьера
Параллельно с учёбой в Северной Америке, Александр начал себя пробовать и в различных соревнованиях протура то в США, то в Европе. Проведя свои первые матчи на подобном уровне в 1998 году, Васке потратил четыре года. чтобы пройти путь от локальных побед и даже титулов на «фьючерсах» и «сателлитах» к месту в Top200 одиночной классификации. В октябре 2000 года пришёл первый сравнительно крупный успех в карьере немца — первый титул на соревнованиях категории ATP Challenger — в Гвадалахаре Александр вместе с Хьюго Армандо выиграл парные соревнования. Турниры в дуэте и дальше получались у Васке заметно лучше, но его главной целью участия в протуре долгое время были именно одиночные соревнования, где какие-либо крупные успехи были крайне скудны и вместо того, чтобы наиграть с кем-либо стабильную пару, могущую стать одной из сильнейших в мире немец предпочитал играть небольшие турниры, максимально поддерживая свой одиночный рейтинг.
В 2001 году пришёл первый крупный успех в рамках основного тура ATP: Александр в паре со швейцарцем Иво Хойбергером добрался до полуфинала соревнований в Дохе, попутно оставив не у дел пары Карим Алами / Хишам Арази и Ненад Зимонич / Давид Приносил. Первого парного финала на этом уровне пришлось ждать ещё четыре года — лишь в апреле 2005 года, при поддержке Флориана Майера, Васке добрался до этой стадии на турнире в Мюнхене. Постепенно поднимался уровень результатов и в одиночном разряде: серия стабильно высоких результатов на «челленджерах» позволила к концу 2002 года войти и закрепиться во второй сотне, но путь дальше был куда труднее и немец, в итоге, за следующие четыре года не без труда смог взобраться в первую сотню, попутно записав на свой счёт пять титулов в подэлитном туре ATP. Несколько раз Васке играл в основной сетке турниров Большого шлема в одиночном разряде, но лишь дважды выиграл хотя бы матч — на Уимблдоне в 2002 году он сломил сопротивление Андреа Гауденци, а на Roland Garros четыре года спустя — Фернандо Висенте. В 2005 году к Васке пришла его самая значимая победа в одиночном разряде — на травяном призе в Халле он смог обыграть Рафаэля Надаля, до того несколько месяцев бывшего непобедимым на соревнования протура.
Выйдя на приемлемый уровень результатов в одиночном разряде, немец стал всё чаще появляться на крупных турнирах и в паре: в январе 2005 года не вполне ожидаемо сработал случайный альянс с Юргеном Мельцером — немецкоговорящая пара переиграла в первом круге Australian Open первую пару посева — Марка Ноулза и Даниэля Нестора и, в итоге, дошла до полуфинала. Летом Александр в паре с Райнером Шуттлером добрался до четвертьфинала Уимблдона, а через год вышел в полуфинал на Roland Garros — уже вместе с Андреем Павлом. Пара с румыном и другим соотечественником — Михаэлем Кольманом — была одной из самых результативных в карьере Александра: вместе с Павлом он сыграл два своих самых статусных финала в карьере в протуре — в Роттердаме и в Барселоне, а с Михаэлем сыграл половину своих финалов в протуре на высшем уровне. В 2007-11 годах немец резко сократил количество своих выступлений в протуре, борясь с болями в локте и сделав на нём четыре операции. В октябре 2011 года Васке последний раз сыграл в финале парного турнира ATP: в Бангкоке, а осенью следующего года завершил активную игровую карьеру.
В 2004-07 годах Васке несколько раз призывался в сборную страны в Кубке Дэвиса, успев за это сыграть в девяти встречах (в том числе в одной одиночной) и проиграв лишь один матч. В этот же период он играл и за команду Германии в командном кубке мира и дважды доходил до финала турнира.
В 2010 году Александр вместе с соотечественником Райнером Шуттлером организовал в Оффенбахе совместный теннисный университет. Вскоре в клубе стали работать ряд бывших и нынешних сравнительно известных теннисистов Германии и мира, в том числе и одни из лидеров немецкого женского тенниса того времени — Анжелика Кербер и Андреа Петкович. Сам Васке попробовал себя не только в административной работе, но и в тренерской, помогая в подготовке к турнирам соотечественнику Томми Хаасу.

## Рейтинг на конец года
| Год  | Одиночный рейтинг | Парный рейтинг |
| 2012 |                   | 116            |
| 2011 |                   | 103            |
| 2010 |                   | 324            |
| 2009 |                   | 275            |
| 2008 | 659               | 345            |
| 2007 | 242               | 30             |
| 2006 | 109               | 26             |
| 2005 | 122               | 36             |
| 2004 | 134               | 80             |
| 2003 | 157               | 190            |
| 2002 | 122               | 149            |
| 2001 | 269               | 173            |
| 2000 | 255               | 256            |
| 1999 | 440               | 740            |
| 1998 | 903               | 1 237          |

## Выступления на турнирах

### Финалы турнировATPв парном разряде (8)

#### Победы (4)
| Легенда                    |
| -------------------------- |
| Турниры Большого шлема (0) |
| Итоговый турнир ATP (0)    |
| ATP Мастерс 1000 (0)       |
| АТР 500 (0+1*)             |
| АТР 250 (0+3)              |

| Титулы по покрытиям | Титулы по месту проведения матчей турнира |
| ------------------- | ----------------------------------------- |
| Хард (0)            | Зал (0+1*)                                |
| Грунт (0+3)         | Зал (0+1*)                                |
| Трава (0)           | Открытый воздух (0+3)                     |
| Ковёр (0+1)         | Открытый воздух (0+3)                     |

* количество побед в одиночном разряде + количество побед в парном разряде.
| №  | Дата           | Турнир             | Покрытие | Партнёр          | Соперники в финале                     | Счёт              |
| 1. | 16 апреля 2006 | Хьюстон, США       | Грунт    | Михаэль Кольманн | Юлиан Ноул Юрген Мельцер               | 5-7 6-4 [10-5]    |
| 2. | 7 мая 2006     | Мюнхен, Германия   | Грунт    | Андрей Павел     | Александр Пейя Бьорн Фау               | 6-4 6-2           |
| 3. | 29 января 2007 | Загреб, Хорватия   | Ковёр(i) | Михаэль Кольманн | Франтишек Чермак Ярослав Левинский     | 7-6(5) 4-6 [10-5] |
| 4. | 23 апреля 2007 | Барселона, Испания | Грунт    | Андрей Павел     | Рафаэль Надаль Бартоломе Сальва-Видаль | 6-3 7-6(1)        |

#### Поражения (4)
| №  | Дата            | Турнир                | Покрытие | Партнёр          | Соперники в финале                | Счёт              |
| 1. | 25 апреля 2005  | Мюнхен, Германия      | Грунт    | Флориан Майер    | Марио Анчич Юлиан Ноул            | 3-6 6-1 3-6       |
| 2. | 30 апреля 2006  | Касабланка, Марокко   | Грунт    | Михаэль Кольманн | Юрген Мельцер Юлиан Ноул          | 3-6 4-6           |
| 3. | 25 февраля 2007 | Роттердам, Нидерланды | Хард(i)  | Андрей Павел     | Мартин Дамм Леандер Паес          | 3-6 7-6(5) [7-10] |
| 4. | 2 октября 2011  | Бангкок, Таиланд      | Хард(i)  | Михаэль Кольманн | Оливер Марах Айсам-уль-Хак Куреши | 6-7(4) 6-7(5)     |

### Финалы командных турниров (2)

#### Победы (1)
| №  | Год  | Турнир               | Команда                                          | Соперник в финале                                      | Счёт |
| 1. | 2005 | Командный Кубок мира | Германия · А. Васке, Ф. Майер, Н. Кифер, Т. Хаас | Аргентина · Г. Гаудио, Г. Каньяс, Г. Кориа, Х. И. Чела | 2-1  |

#### Поражения (1)
| №  | Год  | Турнир               | Команда                                                    | Соперник в финале                            | Счёт |
| 1. | 2006 | Командный Кубок мира | Германия · А. Васке, М. Кольманн, Н. Кифер, Ф. Кольшрайбер | Хорватия · М. Анчич, И. Карлович, И. Любичич | 1-2  |

## История выступлений на турнирах
| Турнир                       | 2001  | 2002  | 2004  | 2005  | 2006  | 2007  | 2009  | 2011  | 2012  | Итог   | В/П за карьеру |
| ---------------------------- | ----- | ----- | ----- | ----- | ----- | ----- | ----- | ----- | ----- | ------ | -------------- |
| Турниры Большого шлема       |       |       |       |       |       |       |       |       |       |        |                |
| Открытый чемпионат Австралии | -     | -     | -     | 1/2   | 1Р    | 3Р    | -     | -     | -     | 0 / 3  | 6-3            |
| Открытый чемпионат Франции   | -     | -     | -     | 3Р    | 1/2   | 3Р    | 3Р    | 2Р    | 1Р    | 0 / 6  | 11-6           |
| Уимблдонский турнир          | К     | 2Р    | К     | 1/4   | 1Р    | -     | -     | 1Р    | 2Р    | 0 / 7  | 7-7            |
| Открытый чемпионат США       | -     | -     | -     | 1Р    | 3Р    | 2Р    | -     | 2Р    | 1Р    | 0 / 5  | 4-4            |
| Итог                         | 0 / 1 | 0 / 1 | 0 / 1 | 0 / 4 | 0 / 4 | 0 / 3 | 0 / 1 | 0 / 3 | 0 / 3 | 0 / 21 |                |
| В/П в сезоне                 | 0-1   | 3-1   | 0-1   | 9-4   | 6-4   | 5-2   | 2-1   | 2-3   | 1-3   |        | 28-19          |

К — проигрыш в отборочном турнире.